# Forest of Secrets
Forest of Secrets (Hangul: 비밀의 숲; RR: Bimileui Sup, lit. Secret Forest, también conocida como Stranger), es una serie de televisión surcoreana transmitida desde el 10 de junio de 2017 al 4 de octubre de 2020, a través de tvN.
Después del éxito de la primera temporada, la serie fue renovada para una segunda temporada, la cual fue estrenada el 15 de agosto del 2020.

## Sinopsis

### Primera temporada
La serie sigue a Hwang Shi-mok, un hombre que luego de ser sometió a una cirugía cerebral correctiva cuando era niño luego de sufrir de hipersensibilidad a ciertas frecuencias de sonido, perdió el sentido de la empatía y carece de habilidades sociales. Ahora trabajando como fiscal, es una persona racional, pero también fría y solitaria. Shi-mok es conocido por ser un fiscal ejemplar y uno de los pocos fiscales que no están involucrados en corrupción.
Cuando un día un cuerpo es lanzado enfrente de él, decide involucrarse en el caso y conoce a Han Yeo-jin, una teniente de la policía que está investigando el crimen. Pronto ambos comienzan a trabajar juntos para encontrar la verdad sobre lo sucedido, pero a medida de comienzan a desentrañar el misterio detrás del asesinato, también comienzan a descubrir que sus esfuerzos son frustrados continuamente por altos mandos corruptos dentro de la fiscalía y un conglomerado privado, por lo que deciden erradicar la corrupción de la fiscalía y resolver el caso del asesino en serie.

### Segunda temporada
La Fiscalía y la Agencia Nacional de la Policía se encuentran en lados opuestos durante una disputa ética. Los fiscales, quienes incluyen al fiscal de élite Woo Tae-ha, quieren poder discrecional sobre todos los proceso de investigación, mientras que la policía, que incluye a Choi Bit, intentan obtener una autoridad investigadora completa que sea independiente de la oficina del fiscal.
En medio del tenso conflicto entre las respectivas agencias, el fiscal Hwang Shi-mok y la detective Han Yeo-jin continúan trabajando juntos y realizan de forma independiente su propia investigación sobre un caso oculto.

## Reparto

### Personajes principales[6]
| Actor                                   | Personaje        | N.º de episodios | Temporadas | Notas |
| --------------------------------------- | ---------------- | ---------------- | ---------- | --- |
| Jo Seung-woo Gil Jung-woo Song Eui-joon | Hwang Shi-mok    | -                | 1-2        | Es un frío pero honesto fiscal de la Fiscalía del Distrito Oeste de Seúl, que más tarde se incorpora a la División de Legislación Penal de la Fiscalía Suprema.                                                                           |
| Bae Doona                               | Det. Han Yeo-jin | -                | 1-2        | Es una teniente de la policía que más tarde se convierte en inspectora principal en la comisaría de policía de Yongsan, así como una de las integrantes de la Unidad de Reforma Procesal Investigativa de la Agencia Nacional de Policía. |
| Lee Joon-hyuk                           | Seo Dong-jae     | -                | 1-2        | Es un fiscal y colega de Hwang Shi-mok, que trabaja brevemente en la Casa Azul, pero finalmente regresa a la Fiscalía. |
| Yoon Se-ah                              | Lee Yeon-jae     | -                | 1-2        | Es la esposa de Lee Chang-joon y la hija de Lee Yoon-beom, quien asume el puesto de su padre como la presidenta de "Hanjo Group". |
| Jeon Hye-jin                            | Choi Bit         | -                | 2          | Es la jefa de Jefe de la Oficina de Inteligencia y la Unidad de Reforma Procesal Investigativa de la Agencia Nacional de Policía. |
| Choi Moo-sung                           | Woo Tae-ha       | -                | 2          | Es el Jefe de la División de Legislación Penal de la Fiscalía Suprema. |
| Yoo Jae-myung                           | Lee Chang-joon   | -                | 1          | Es el fiscal en jefe de la Fiscalía del Distrito Oeste de Seúl designado como Secretario en Jefe de la Casa Azul. |
| Shin Hye-sun                            | Young Eun-soo    | -                | 1          | Es una fiscal menor que culpa a Lee Chang-joon por la caída de la carrera de su padre. |

### Personajes secundarios
| Actor           | Personaje                  | N.º de episodios | Temporadas | Notas |
| --------------- | -------------------------- | ---------------- | ---------- | --- |
| Park Sung-geun  | Kang Won-cheol             | -                | 1-2        | Es el fiscal en jefe de las Fiscalías del Distrito Este y Oeste de Seúl. |
| Jeon Bae-soo    | Choi Yoon-soo              | -                | 1-2        | Es el capitán de la estación de policía de Yongsan. |
| Yoon Jong-in    | Det. Seo Sang-won          | -                | 1-2        | Es un detective de la estación de policía de Yongsan. |
| Choi Jae-woong  | Det. Jang Geon             | -                | 1-2        | Es un sargento que más tarde se convierte en teniente de la estación de la policía de Yongsan. |
| Song Ji-ho      | Det. Park Soon-chang       | -                | 1-2        | Es un oficial de la estación de policía de Yongsan. |
| Lee Hae-young   | Shin Jae-yong              | -                | 2          | Es un oficial. |
| Park Ji-yeon    | Jeong Min-ha               | -                | 2          | Es una fiscal y compañera de trabajo de Seo Dong-jae. |
| Kim Young-jae   | Kim Sa-hyun                | -                | 2          | Es un fiscal en jefe pulcro y gentil pero materialista de la fundación de derecho penal de la Fiscalía Suprema, que decide crear un equipo junto a Woo Tae-ha y Hwang Shi-mok para asegurar los derechos de investigación. |
| Hong Seo-joon   | -                          | -                | 2          | Es el fiscal general adjunto. |
| Jung Sung-il    | Director Park              | -                | 2          | Es un director del grupo "Hanzo Group". |
| Kim Hak-sun     | Oh Joo-sun                 | -                | 2          | [ 24 ] |
| Kim Bum-soo     | Kim Soo-hang               | -                | 2          | |
| Lee Ga-sub      | Song Ki-hyun               | -                | 2          | |
| Park Sung-il    | Lee Dae-sung               | -                | 2          | Es un oficial de la policía. |
| Im Chul-soo     | Im Jung-gyu                | -                | 2          | Es un investigador que trabaja con Seo Dong-jae. |
| Han Chang-hyun  | -                          | -                | -          | Es el fiscal en jefe de la División de la Fiscalía Occidental de Seúl. |
| Lee Kyu-hyung   | Yoon Se-wo                 | -                | 1-2        | Es un fiscal en jefe de la Fiscalía del Distrito Oeste de Seúl. |
| Seo Dong-won    | Kim Jeong-bon              | -                | 1          | Es un abogado de los derechos humanos y amigo de la secundaria de Hwang Shi-mok. |
| Lee Tae-hyung   | Kim Ho-sub                 | -                | 1          | Es un investigador que trabaja con Hwang Shi-mok. |
| Kim So-ra       | Choi Yeong                 | -                | 1          | Es una oficial ejecutiva que trabaja con Hwang Shi-mok. |
| Choi Byung-mo   | Kim Woo-gyun               | -                | 1          | Es el jefe de la estación de policía de Yongsan. |
| Park Jin-woo    | Det. Kim Soo-chan          | -                | 1          | Es un teniente de la estación de policía de Yongsan |
| Ye Soo-jung     | -                          | -                | 1          | Es la madre de Park Moo-sung. |
| Jang Sung-bum   | Park Kyung-wan             | -                | 1          | Es el hijo de Park Moo-sung. |
| Lee Ho-jae      | Young Il-jae               | -                | 1          | Es el padre de Young Eun-soo, así como el exfiscal y Ministro de Justicia. |
| Lee Geung-young | Lee Yoon-beom              | -                | 1          | Es el presidente de "Hanjo Group" y el suegro de Lee Chang-joon. |
| Park Yoo-na     | Kwon Min-ah / Kim Ga-young | -                | 1          | Es una escort que está involucrada en secreto con los corruptos jefes del departamento de policía. Min-ah es la única testigo de un asesinato en serie.                                                                    |
| Park Ki-ryung   | Bae Sang-wook              | -                | 1          | |

### Otros personajes
| Actor           | Personaje        | Episodios donde apareció | Temporadas | Notas                                            |
| --------------- | ---------------- | ------------------------ | ---------- | ------------------------------------------------ |
| Ryu Sung-rok    | Jeon Gi-hyeok    | 10-12                    | 2          |                                                  |
| Yu Seung-il     | Heo Yoon-hwan    | -                        | 2          |                                                  |
| Seo Jin-won     | -                | -                        | 2          |                                                  |
| Lee Hyun-kyun   | -                | -                        | 2          | Es un fiscal.                                    |
| Jang Yool       | Det. Yoo Jung-oh | -                        | 2          | Es un detective.                                 |
| Park Mi-hyun    | -                | -                        | 2          | [ 28 ]                                           |
| Seo Jin-won     | -                | -                        | 2          |                                                  |
| Yoo In-soo      | Seung Jun        | 1                        | 2          | [ 29 ]                                           |
| Kang Shin-hyo   | Lee Yong-ho      |                          | 2          | [ 30 ]                                           |
| Jo Hyun-im      | -                | -                        | 1          |                                                  |
| Hwang In-joon   | -                | -                        | 1          |                                                  |
| Ha Min          | -                | -                        | 1          |                                                  |
| Lee Hyo-bin     | -                | -                        | 1          |                                                  |
| Kwon Hyuk-soo   | -                | -                        | 1          |                                                  |
| Jung Dong-geun  | Woo Byung-joon   | -                        | 1          |                                                  |
| Kim Soo-in      | -                | -                        | 1          | Es una joven que vive en el vecindario.          |
| Lee Jae-won     | Kim Tae-gyu      | 10                       | 1          |                                                  |
| Kim Ji-hoon     | -                | 2, 4, 6                  | 1          | Es un oficial que trabaja con Seo Dong-jae.      |
| Kim Joo-ah      | -                | -                        | 1          | Es una madre en la estación de policía.          |
| Jung Hyun-seok  | -                | -                        | 1          | Es un periodista.                                |
| Byun Joo-hyun   | Matsuyama        | -                        | 1          |                                                  |
| Shin Dong-hoon  | -                | -                        | 1          | Es un inspector.                                 |
| Son Dong-hwa    | -                | 5                        | 1          | Es un doctor.                                    |
| Song Soo-hyun   | Han Yi-ji        | 5                        | 1          | Es una estudiante.                               |
| Kim Kyung-ryong | -                | 3, 6                     | 1          | Es el padrastro de Hwang Shi-mok.                |
| Yoon Ji-on      | -                | -                        | 1          | Es un empleado a tiempo parcial de la cafetería. |
| Kim Geum-soon   | -                | 3                        | 1          | Es la dueña del café.                            |
| Park Soon-chun  | -                | 1, 3                     | 1          | Es la madre de Hwang Shi-mok.                    |
| Kang Min-tae    | -                | 2                        | 1          | Es un cliente grosero.                           |
| Lee Dong-yong   | -                | 1-2                      | 1          | Es un taxista.                                   |
| Yoon Kyung-ho   | Kang Jin-sub     | 1-2                      | 1          | Es el primer sospechoso acusado del caso.        |
| Jeon Yeo-jin    | -                | -                        | 1          | Es la esposa de Kang Jin-sub.                    |
| Seo Kwang-jae   | -                | 1                        | 1          | Es un juez.                                      |
| Chun Min-hee    | -                | -                        | 1          | Es una madam.                                    |
| Park Seong-kyun | -                | -                        | 1          |                                                  |
| Yoo Ji-hyuk     | -                | -                        | 1          |                                                  |
| Park Geon-rak   | -                | -                        | 1          |                                                  |
| Son Sung-chan   | -                | -                        | 1          |                                                  |

### Apariciones especiales
| Actor          | Personaje       | Episodios donde apareció | Episodios donde apareció | Notas                                            |
| Actor          | Personaje       | Primera Temporada        | Segunda Temporada        | Notas                                            |
| -------------- | --------------- | ------------------------ | ------------------------ | ------------------------------------------------ |
| Lee Kyu-hyung  | Yoon Se-won     | -                        | 5, 16                    |                                                  |
| Tae In-ho      | Kim Byung-hyun  | 12                       | 4, 6-7                   | Es el editor del periódico "The Sungmoon Daily". |
| Kim Hyun-mok   | -               | N/A                      | 3                        | Es un oficial de Dongducheon.                    |
| Kim Dong-hwi   | Kim Hu-jeong    | N/A                      | 1-2                      | [ 32 ] [ 33 ]                                    |
| Nam Ki-ae      | Choi Kyung-soon | -                        | N/A                      | Es la madre de Young Eun-soo.                    |
| Lee Jae-yong   | Kim Nam-jin     | -                        | N/A                      |                                                  |
| Sunwoo Jae-duk | Ahn Seung-ho    | -                        | N/A                      |                                                  |
| Um Hyo-sup     | Park Moo-sung   | 1-2                      | N/A                      | Es un CEO y la primera víctima.                  |
| Kim Won-hae    | Director Noh    | N/A                      | 16                       | Es el director de la policía.                    |
| Yoo Jae-myung  | Lee Chang-joon  | N/A                      | 16                       |                                                  |
| Shin Hye-sun   | Young Eun-soo   | N/A                      | 16                       |                                                  |

## Episodios
La serie está conformada por 2 temporadas y 32 episodios:
- La primera temporada fue emitida del 10 de junio del 2017[35]  hasta el 30 de julio del mismo año y estuvo conformada por 16 episodios, los cuales fueron emitidos todos sábados y domingos a las 21:00 (KST).
- La segunda temporada fue estrenada el 15 de agosto del 2020 y está conformada por 16 episodios, los cuales fueron transmitidos todos los sábados y domingos a las 21:00 (KST), hasta el final de la temporada el 4 de octubre del 2020.

### Ratings
Los números en color rojo indican las calificaciones más bajas, mientras que los números en azul indican las calificaciones más altas.

#### Primera temporada
| Episodio | Fecha de emisión    | Participación promedio de audiencia | Participación promedio de audiencia | Participación promedio de audiencia |
| Episodio | Fecha de emisión    | AGB Nielsen                         | AGB Nielsen                         | TNmS                                |
| Episodio | Fecha de emisión    | Nacional                            | Seúl                                | Nacional                            |
| -------- | ------------------- | ----------------------------------- | ----------------------------------- | ----------------------------------- |
| 1        | 10 de junio de 2017 | 3.041%                              | 3.627%                              | 3.2%                                |
| 2        | 11 de junio de 2017 | 4.148%                              | 5.498%                              | 4.0%                                |
| 3        | 17 de junio de 2017 | 4.088%                              | 4.420%                              | 3.6%                                |
| 4        | 18 de junio de 2017 | 4.170%                              | 4.923%                              | 4.5%                                |
| 5        | 24 de junio de 2017 | 4.064%                              | 5.203%                              | 3.7%                                |
| 6        | 25 de junio de 2017 | 4.082%                              | 5.174%                              | 3.9%                                |
| 7        | 1 de julio de 2017  | 4.389%                              | 4.888%                              | 4.0%                                |
| 8        | 2 de julio de 2017  | 4.154%                              | 5.237%                              | 4.6%                                |
| 9        | 8 de julio de 2017  | 4.319%                              | 5.506%                              | 4.3%                                |
| 10       | 9 de julio de 2017  | 4.834%                              | 6.434%                              | 4.6%                                |
| 11       | 15 de julio de 2017 | 4.733%                              | 5.709%                              | 5.0%                                |
| 12       | 16 de julio de 2017 | 5.511%                              | 6.875%                              | 5.0%                                |
| 13       | 22 de julio de 2017 | 4.451%                              | 5.582%                              | 4.4%                                |
| 14       | 23 de julio de 2017 | 5.447%                              | 7.125%                              | 6.0%                                |
| 15       | 29 de julio de 2017 | 4.993%                              | 6.240%                              | 5.1%                                |
| 16       | 30 de julio de 2017 | 6.568%                              | 7.622%                              | 7.1%                                |
| Promedio | Promedio            | 4.562%                              | 5.629%                              | 4.6%                                |

#### Segunda temporada
| Episodio | Fecha de emisión         | Participación promedio de audiencia | Participación promedio de audiencia | Participación promedio de audiencia |
| Episodio | Fecha de emisión         | Nielsen                             | Nielsen                             | TNmS                                |
| Episodio | Fecha de emisión         | Nacional                            | Seúl                                | Nacional                            |
| -------- | ------------------------ | ----------------------------------- | ----------------------------------- | ----------------------------------- |
| 1        | 15 de agosto de 2020     | 7.627% (1.ª)                        | 9.102% (1.ª)                        | N/A                                 |
| 2        | 16 de agosto de 2020     | 6.415% (1.ª)                        | 7.585% (1.ª)                        | N/A                                 |
| 3        | 22 de agosto de 2020     | 7.014% (1.ª)                        | 8.190% (1.ª)                        | N/A                                 |
| 4        | 23 de agosto de 2020     | 6.442% (1.ª)                        | 7.378% (1.ª)                        | N/A                                 |
| 5        | 29 de agosto de 2020     | 6.041% (1.ª)                        | 7.070% (1.ª)                        | N/A                                 |
| 6        | 30 de agosto de 2020     | 6.281% (1.ª)                        | 7.487% (1.ª)                        | N/A                                 |
| 7        | 5 de septiembre de 2020  | 6.502% (1.ª)                        | 6.950% (1.ª)                        |                                     |
| 8        | 6 de septiembre de 2020  | 7.493% (1.ª)                        | 8.856% (1.ª)                        |                                     |
| 9        | 12 de septiembre de 2020 | 7.190% (1.ª)                        | 8.553% (1.ª)                        |                                     |
| 10       | 13 de septiembre de 2020 | 7.203% (1.ª)                        | 8.031% (1.ª)                        |                                     |
| 11       | 19 de septiembre de 2020 | 6.843% (1.ª)                        | 8.017% (1.ª)                        |                                     |
| 12       | 20 de septiembre de 2020 | 7.458% (1.ª)                        | 8.707% (1.ª)                        |                                     |
| 13       | 26 de septiembre de 2020 | 7.179% (1.ª)                        | 7.755% (1.ª)                        |                                     |
| 14       | 27 de septiembre de 2020 | 8.837% (1.ª)                        | 10.312% (1.ª)                       |                                     |
| 15       | 3 de octubre de 2020     | 8.307% (1.ª)                        | 9.589% (1.ª)                        |                                     |
| 16       | 4 de octubre de 2020     | 9.408% (1.ª)                        | 11.039% (1.ª)                       |                                     |
| Promedio | Promedio                 | 7.265%                              | 8.414%                              | -                                   |

## Música
El 13 de septiembre del 2017 una compilación de la banda sobora fue lanzada en conjunto por Mog Communications y Kakao M en Corea del Sur. Posteriormente fue reeditado por Universal Music Group en mercados extranjeros el 11 de mayo del 2018. Un álbum con tres discos fue lanzado, en donde los dos últimos discos incluían música compuesta por Kim Jun-seok y Jung Sae-rin. Las canciones "Downpour" (소나기) and "As If To Love" (사랑할 것 처럼) lograron entrar en la lista de música coreana Gaong BGM en los puestos #80 y #79, respectivamente.
El OST de la serie está conformado por las siguientes canciones:

### Primera temporada

#### Disco 1
| No. | Intérprete(s)                             | Canción                          | Duración |
| --- | ----------------------------------------- | -------------------------------- | -------- |
| 1   | Richard Parkers                           | "Ad Infinitum" (끝도없이)        | 4:02     |
| 2   | EverLua                                   | "Dust" (먼지)                    | 4:43     |
| 3   | Oohyo                                     | "Downpour" (소나기)              | 4:43     |
| 4   | Tei (Kim Ho-kyung)                        | "Monster Like" (괴물처럼)        | 3:52     |
| 5   | Han Hee-jung y Sorae                      | "Smile" (웃어요)                 | 3:34     |
| 6   | Yoon Do-hyun                              | "Stranger" (비밀의 숲)           | 3:20     |
| 7   | Kim Kook-heon (de Myteen)                 | "As If To Love" (사랑할 것 처럼) | 4:10     |
| 8   | Yein                                      | "A Billow" (물결)                | 3:01     |
| 9   | Peter Han                                 | "Goodbye" (굿바이 잘가요)        | 3:46     |
| 10  | Jung Won-bo (de NeighBro) y Jun Sang-geun | "Ask" (묻는다)                   | 3:48     |
| 11  | Peter Han                                 | "Back in Time"                   | 3:46     |

#### Disco 2
| No. | Compositor   | Canción                                   | Duración |
| --- | ------------ | ----------------------------------------- | -------- |
| 1   | Kim Jun-seok | "Stranger" (비밀의숲)                     | 4:26     |
| 2   | Ju In-ro     | "Secret to Disappear" (사라지는 비밀)     | 2:42     |
| 3   | Go Bon-chun  | "Unsolved Case" (끝을 알 수 없는 사건)    | 2:44     |
| 4   | Jung Sae-rin | "From Root to Tree" (시초가 되는 나무)    | 2:54     |
| 5   | Go Bon-chun  | "Scene of Crime" (범행 장소)              | 3:23     |
| 6   | Kim Jun-seok | "Designed Truth" (설계된 진실)            | 4:19     |
| 7   | Ju In-ro     | "Empty Clue" (공허한 단서)                | 3:30     |
| 8   | Jung Sae-rin | "The Price of Silence" (적폐 침묵의 대가) | 2:46     |
| 9   | Lee Yoon-ji  | "Regret" (후회)                           | 1:46     |
| 10  | Lee Roo-ri   | "Law" (법불아귀)                          | 3:00     |
| 11  | No Yoo-rim   | "The Enemy Inside" (황시목의 적)          | 3:00     |
| 12  | Lee Roo-ri   | "Investigation Briefing" (수사 브리핑)    | 3:21     |
| 13  | Lee Yoon-ji  | "Criminal's Trace" (범인의 흔적)          | 1:51     |
| 14  | Kim Hyun-do  | "Criminal Intent" (범행의 의도)           | 2:37     |
| 15  | Kim Hyun-joo | "Interrogation" (심문)                    | 2:50     |
| 16  | Jung Sae-rin | "That Day, That Time" (그날, 그 시간)     | 2:19     |
| 17  | Kim Jun-seok | "Lost Way" (잃어버린 길)                  | 3:45     |
| 18  | Lee Roo-ri   | "Infiltration" (스며드는 감정)            | 2:33     |
| 19  | Kim Jun-seok | "Reasoning in Darkness" (어둠 속의 추리)  | 3:44     |

#### Disco 3
| No. | Compositor   | Canción                                          | Duración |
| --- | ------------ | ------------------------------------------------ | -------- |
| 1   | Kim Jun-seok | "The Suspect" (용의자)                           | 3:01     |
| 2   | Jung Sae-rin | "An Insensitive Gaze" (무감각의 시선)            | 2:59     |
| 3   | Kim Jun-seok | "Rotten Roots" (썩은 뿌리)                       | 4:04     |
| 4   | Ju In-ro     | "The Chase" (추격)                               | 3:12     |
| 5   | Lee Roo-ri   | "Suspect" (용의자의 행적)                        | 2:48     |
| 6   | Go Bon-chun  | "Hidden Evidence" (감춰진 증거)                  | 2:36     |
| 7   | Kim Jun-seok | "Stem of the Incident" (사건의 줄기)             | 2:55     |
| 8   | Kim Hyun-do  | "Insider" (내부이탈자)                           | 2:50     |
| 9   | Lee Yoon-ji  | "Suspicious Secrets" (수상한 낌새)               | 3:44     |
| 10  | Lee Yoon-ji  | "Feelings" (흔들리는 마음)                       | 3:33     |
| 11  | Kim Jun-seok | "Trap" (덫)                                      | 3:50     |
| 12  | Lee Yoon-ji  | "Hazy Emotion" (흐릿한 감정)                     | 3:46     |
| 13  | Kim Hyun-joo | "Invisible Hand" (보이지 않는 손)                | 2:22     |
| 14  | Jung Sae-rin | "If Only I Can Get It Back" (되돌릴 수만 있다면) | 1:56     |
| 15  | No Yoo-rim   | "War of Nerves" (신경전)                         | 2:19     |
| 16  | Kim Hyun-do  | "The Enemy Inside" (내부의 적)                   | 3:22     |
| 17  | Kim Hyun-joo | "Alibi" (알리바이)                               | 2:24     |
| 18  | Lee Yoon-ji  | "Consideration" (배려)                           | 1:41     |
| 19  | Jung Sae-rin | "The Wounds of Childhood" (어릴 적 상처)         | 2:46     |

### Segunda temporada

#### Obertura
| No. | Intérprete   | Canción                | Música                     | Duración |
| --- | ------------ | ---------------------- | -------------------------- | -------- |
| 1   | Kim Jun-seok | "Stranger" (비밀의 숲) | Kim Jun-seok y Go Bon-chun | 4:25     |

#### Parte 1
| No. | Intérprete    | Canción          | Letra                      | Música                     | Duración |
| --- | ------------- | ---------------- | -------------------------- | -------------------------- | -------- |
| 1   | Sunwoo Jung-a | "Crisis"         | Kim Beom-joo y Kim Si-hyuk | Kim Beom-joo y Kim Si-hyuk | 3:26     |
| 2   |               | "Crisis" (Inst.) | -                          | -                          | 3:26     |

## Premios y nominaciones
| Año  | Premio                   | Categoría                   | Nominado (a)        | Resultado |
| ---- | ------------------------ | --------------------------- | ------------------- | --------- |
| 2020 | 5th Asia Artist Award    | Best Acting Award           | Lee Joon-hyuk       | Ganó      |
| 2018 | 54th Baeksang Arts Award | Gran Premio (Daesang)       | Jo Seung-woo        | Nominado  |
| 2018 | 54th Baeksang Arts Award | Gran Premio (Daesang)       | "Forest of Secrets" | Ganó      |
| 2018 | 54th Baeksang Arts Award | Mejor actor                 | Jo Seung-woo        | Ganó      |
| 2018 | 54th Baeksang Arts Award | Mejor actor de reparto      | Yoo Jae-myung       | Nominado  |
| 2018 | 54th Baeksang Arts Award | Mejor actor revelación (TV) | Lee Kyu-hyung       | Nominado  |
| 2018 | 54th Baeksang Arts Award | Mejor serie                 | "Forest of Secrets" | Nominado  |
| 2018 | 54th Baeksang Arts Award | Mejor director              | Ahn Gil-ho          | Nominado  |
| 2018 | 54th Baeksang Arts Award | Mejor guion                 | Lee Soo-yeon        | Ganó      |
| 2017 | 1st Seoul Award          | Mejor actor                 | Jo Seung-woo        | Nominado  |
| 2017 | 1st Seoul Award          | Mejor actriz revelación     | Shin Hye-sun        | Nominado  |
| 2017 | 1st Seoul Award          | Gran Premio (Daesang)       | "Forest of Secrets" | Ganó      |

## Producción
La serie fue creada por Studio Dragon y también es conocida como "Stranger" y/o "Secret Forest".
La primera temporada de la serie fue dirigida por Ahn Gil-ho (안길호) y Yoo Je-won, mientras que la segunda temporada de la serie está a cargo de Park Hyun-suk (박현석), la dirección creativa es realizada de Kim Suk-won y Kim Sung-kyoon. El guion de la serie está a cargo de Lee Soo-yeon (이수연), quien se inspiró en el adagio coreano "No podemos gobernar a los que no quieren nada" (inglés: "We cannot rule those who want nothing") para crear al personaje de Hwang Shi-mok.
La producción está en manos de Park Eun-kyung y Seo Jae-hyun, quienes cuentan con el apoyo de los productores ejecutivos Lee Chan-ho, Min Hyun-il, Go Byung-chul y Lee Sung-jin. Por otro lado la cinematografía está a cargo de Jang Jong-kyung, mientras que la edición es realizada por Kim Na-young y la composición es realizada por Kim Jun-seok y Jung Sae-rin.
En enero del 2017 se anunció que se le habían ofrecido los personas principales a los actores Jo Seung-woo y Bae Doona. El mismo mes, se anunció que la actriz Shin Hye-sun también se uniría al elenco. Para la segunda temporada, se anunció que los actores Jo Seung-woo, Bae Doona, Lee Joon-hyuk y Yoon Se-ah regresarían a la serie. En enero del 2020 se anunció que los actores Jeon Hye-jin y Choi Moo-sung, se unirían al elenco principal.
La primera lectura del guion de la primera temporada fue realizado en el CJ E&M Center en Seúl en el 2017. Mientras que las filmaciones de la comenzaron en abril del mismo año. La primera lectura del guion de la segunda temporada fue realizada en enero del 2020.
Debido al gran éxtio de la serie, después de finalizar la primera temporada, se anunció que la serie tendría una segunda temporada.
La serie cuenta con el apoyo de las compañías de producción "Signal Entertainment Group", "IOK Media" y durante la segunda temporada se unió la compañía "Ace Factory".

### Distribución internacional
La serie es distribuida por la cadena surcoreana tvN en Asia, mientras que Netflix es el encargado de la distribución internacional. Netflix aseguró los derechos de transmisión mundial de la serie por US $200,000 por episodio, excepto en Corea y China, lanzando la transmisión simultánea con tvN como un programa original de la cadena.
A partir del 16 de junio del 2018 tvN Asia afiliada de tvN, también transmitió la serie en mercados asiáticos seleccionados.
La segunda temporada fue lanzada a través de Netflix el mismo día de su estreno en Corea el 15 de agosto del 2020.